# 彼杵郵便局
彼杵郵便局（そのぎゆうびんきょく）は、長崎県東彼杵郡東彼杵町にある郵便局。民営化前の分類では集配特定郵便局であった。

## 概要
住所：〒859-3899 長崎県東彼杵郡東彼杵町彼杵宿郷491番地1
東彼杵町の中心街近くの国道沿いに立地する。

## 沿革
- 1872年1月14日（明治4年12月5日） - 彼杵郵便取扱所として長崎街道彼杵宿の駅馬所だった辻幸右衛門宅（現彼杵宿郷183番地）に開設、辻が初代郵便取扱役に就任。
- 1875年（明治8年）1月1日 - 彼杵郵便局（五等）となる[1]。
- 1885年（明治18年）6月25日 - 郵便貯金取扱開始。
- 1886年（明治19年）4月1日 - 郵便為替事務開始[2]。
- 1896年（明治29年）7月1日 - 小包取扱開始。
- 1897年（明治30年）2月1日 - 彼杵郵便電信局となる。電信取扱開始。
- 1902年（明治35年）4月 - 局舎改築。
- 1903年（明治36年）4月1日 - 通信官署官制の施行に伴い彼杵郵便局となる。
- 1916年（大正5年）11月1日 - 簡易保険取扱開始。
- 1920年（大正9年）3月1日 - 電話通話業務開始。
- 1922年（大正11年）6月21日 - 電話交換業務開始。
- 1926年（大正15年）10月1日 - 年金取扱開始。
- 1962年（昭和37年）6月1日 - 国内欧文電報受付・配達および国際電報受付・配達業務を大村電報電話局に移管[3]。
- 1967年（昭和42年）3月27日 - 彼杵駅前から蔵本郷1767番地3に新築移転。
- 1971年（昭和46年）10月8日 - 電話交換業務を諫早電報電話局に移管し終了。
- 1994年（平成6年）2月28日 - 東彼杵町蔵本郷から、同町彼杵宿郷に局舎を新築、移転。
- 2007年（平成19年）10月1日 - 民営化に伴い、併設された郵便事業大村支店彼杵集配センターに一部業務を移管。
- 2012年（平成24年）10月1日 - 日本郵便株式会社発足に伴い、郵便事業大村支店彼杵集配センターを彼杵郵便局に統合。

## 取扱内容
- 郵便、印紙、ゆうパック、内容証明
- 貯金、為替、振替、振込、国際送金、国債
- 生命保険、バイク自賠責保険
- ゆうちょ銀行ATM
- 東彼杵郡東彼杵町内の集配業務

## 周辺
- 東彼杵町役場
- 東彼杵町立彼杵小学校
- 道の駅彼杵の荘
- 彼杵神社
- 彼杵川

## アクセス
- JR大村線 彼杵駅から南東へ約600m（徒歩約7分）
- 東彼杵町営バス 町営バスセンター、西肥バス 彼杵本町停留所下車
- 長崎自動車道 東そのぎICより西へ約800m
- 国道205号沿い
- 駐車場あり：7台